# Seznam osebnosti iz Občine Gornji Grad
Seznam osebnosti iz Občine Gornji Grad vsebuje osebnosti, ki so se tu rodile, delovale ali umrle.
Občina Gornji Grad ima 6 naselij: Bočna, Dol, Florjan pri Gornjem Gradu, Gornji Grad, Lenart pri Gornjem Gradu, Nova Štifta

## Cerkev
- Žiga Lamberg (15. stoletje, Grad Gutenberg – 1488, Ljubljana, pokopan v Gornjem Gradu), duhovnik in prvi ljubljanski škof
- Krištof Ravbar (1478, Trst – 1536, Dunaj, pokopan v Gornjem Gradu), duhovnik, škof in državnik
- Franc Kacijanar (1488, Begunje – 1544, Ljubljana, pokopan v Gornjem Gradu), duhovnik in škof
- Urban Textor (1491, Lipa, Miren - Kostanjevica  – 1558, Donauwörth, pokopan v Gornjem Gradu), duhovnik in škof
- Peter Seebach (okoli 1500, Smlednik  – 1568, Gornji Grad), duhovnik in škof
- Konrad Glušič (1527, Komen  – 1578, Gornji Grad), duhovnik in škof
- Andrej Nepokoj (1547, Štanjel – med 1600 in 1650, Gorica), duhovnik in arhidiakon
- Tomaž Hren (1560, Ljubljana – 1630, Gornji Grad), duhovnik, škof in mecen
- Adam Sontner (1576, Ljubljana – 1641, Ljubljana), duhovnik, generalni vikar in stolni dekan
- Luka Jamnik (1647, Ruše  – 1698, Ruše), duhovnik
- Janez Jakob Schilling (1664, Ljubljana – 1754, Kranj), duhovnik, generalni vikar in kanonik
- Žiga Feliks Schrattenbach (1674, Gradec  – 1742, Gornji Grad), duhovnik in škof
- Ernest Amadej Attems (1694, Gradec – 1757, Dunaj, pokopan v Gornjem Gradu), grof, ljubljanski škof in državni knez
- Karel Janez Herberstein (1719, Gradec  – 1787, Ljubljana), duhovnik grof in škof
- Janez Goličnik (1737, Mozirje  – 1807, Griže), duhovnik, narodni gospodar in čebelar
- Anton Klementini (1744, Stara Fužina  – 1826, Ljubljana), duhovnik, kanonik in nabožni pisatelj
- Janez Pavel Ješenak (1755, Slovenj Gradec  – 1827, Šentandraž v Labotski dolini), duhovnik, stolni prošt in narodni gospodar
- Franc Ogradi (1836, Gornji Grad – 1821, Celje), duhovnik, kanonik in opat
- Karel Hribovšek (1846, Tabor  – 1916, Maribor), duhovnik, teolog in stolni prošt
- Martin Matek (1860, Gornji Grad – 1930, Maribor), duhovnik, cerkveni pravnik in stolni prošt
- Andrej Furlan (1870, Trst – 1951, Gornji Grad), duhovnik
- Jakob Aleksič (1897, Obrež – 1980, Ljubljana), duhovnik, biblicist in teolog

## Kultura in umetnost
- Benedikt Kuripečič (okoli 1490, Gornji Grad – po 1532, neznano), potopisec in prevajalec
- Marx Schokotnigg (1661, Gornji Grad – 1731, Gradec), kipar
- Ahacij Stržinar (1676, Suha – 1741, Nazarje), pesnik in duhovnik
- Janez Pogačnik (1678, Kranj – 1755, Kranj), slikar in duhovnik
- Jurij Blatnik (1693, Kranj – neznano), glasbenik, orglavec, skladatelj
- Andrej Urek (1794, Kapele – 1855, Škale), pesnik in duhovnik
- Valentin Orožen (1808, Sevno pod Rifnikom – 1875, Okonina), pesnik, ljudski pevec in duhovnik
- Luka Sevšek (1810, Vransko – 1881, Artiče), pesnik in duhovnik
- Jožef Virk (1810, Podrečje – 1880, Loče, Slovenske Konjice), pesnik in duhovnik
- Jožef Žehel (1824, Gornji Grad – 1898, Mozirje), pripovednik in duhovnik
- Karel Bervar (1864, Motnik  – 1956, Celje), glasbenik in orglavec
- Ivan Ocvirk (1883, Šempeter v Savinjski dolini  – 1951, Sisek), glasbenik, skladatelj in orglavec
- Josip Korban (1883, Šentvid pri Stični  – 1966, Ljubljana), mladinski pisatelj in učitelj
- Anton Tevž (1894, Bočna – 1971, Ljubno ob Savinji), glasbenik, orglavec in gospodarstvenik
- Vera Pristovšek (1895, Gornji Grad – 1986, Celje), slikarka
- Slavko Savinšek (1897, Gornji Grad – 1942, Beograd), pesnik, pisatelj in pravnik
- Miroslav Modic (1900, Gornji Grad – 1944, Banja), slikar, oblikovalec, likovni pedagog in borec za severno mejo
- Jožef Muhovič (1954, Lenart pri Gornjem Gradu –), slikar, grafik, likovni teoretik, publicist in leksikograf
- Edi Mavrič (neznano), pisatelj

## Šolstvo
- Jurij Kozina (neznano – 1649, Ruše), šolnik in duhovnik
- Jurij Alič (1779, Poljane nad Škofjo Loko  – 1845, Laško), šolnik, jezikoslovec in duhovnik
- Filip Koderman (1834, Apače – 1916, Bočna), učitelj, nadučitelj in organist
- Franc Hafner (1839, Gornji Grad – 1876,  Maribor), šolnik in stenograf
- Josip Ludvik Weiss (1848, Šmartno ob Dreti – 1927, Celje), učitelj in glasbenik
- Anton Svetina (1849, Železna Kapla - Bela – 1917, Pliberk), učitelj, narodni delavec in notar
- Ivan Kelc (1855, Cirkulane  – 1927, Beograd), šolnik in predsednik učiteljskega društva
- Fran Kocbek (1863, Ločki Vrh – 1930, Gornji Grad), učitelj, organizator planinstva in publicist
- Ignacij Šijanec (1874, Mihalovci  – 1911, Gornji Grad), šolnik in planinec
- Branko Zemljič (1887, Radmirje  – 1961, Ljubljana), učitelj, prosvetni delavec in planinec
- Lojze Zupanc (1906, Ljubljana – 1973, Škofja Loka), učitelj in pisatelj
- Drago Kumer (1926, Šmatevž – 1994, Šešče pri Preboldu), učitelj in pisatelj

## Naravoslovna in humanistična znanost
- Avgust Emanuel Reuss (1811, Bilina  – 1873, Dunaj), geolog in paleontolog, napisal pomembno študijo o fosilni favni v Gornjem Gradu
- Blaž Matek (1852, Gornji Grad – 1910, Maribor), matematik in avtor učbenikov
- Anton Jamnik (1862, Florjan pri Gornjem Gradu  – 1942, Florjan pri Gornjem Gradu), izumitelj, ljudski oblikovalec, fotograf, izdelovalec glasbil in glasbenik
- Josip Tominšek (1872, Bočna  – 1954, Ljubljana), jezikoslovec, slavist, literarni zgodovinar, letalski funkcionar in planinec
- Anton Svetina (1891, Vransko – 1987, Ljubljana), zgodovinar in pravnik, šolo je obiskoval v Gornjem Gradu
- Jože Šlander (1894, Gornji Grad  – 1962, Ljubljana), entomolog in gozdarski strokovnjak
- Boris Wenko (1895, Slovenj Gradec – 1980, Fürstenfeld), agronom in zootehnik
- Ante Stefančič (1896, Budanje – 1972, Ljubljana), zgodovinar veterinarstva
- Franc Podbrežnik (1904, Bočna – neznano), tehnik in kemik
- Radivoj Franciscus Mikuš (1906, Kobarid – 1983, Ljubljana), profesor francoskega jezika, dekan, avtor priročnikov in strokovnih razprav, del otroštva je preživel v Gornjem Gradu
- Franc Zadravec (1925, Stročja vas – 2016, Gornji Grad, pokopan je na Žalah v Ljubljani), literarni zgodovinar
- Franc Zagožen (1942, Volog – 2014, Volog), agronom, genetik in politik, šolo je obiskoval v Gornjem Gradu
- Peter Weiss (1959, Celje –), jezikoslovec in dialektolog

## Arhitekutra in gradbeništvo
- Matija Perski  (1716, Dobersberg  – 1761, Ljubljana), stavbar, arhitekt gornjegrajske katedrale
- Matej Medved (1796, Cerklje na Gorenjskem  – 1865, Cerklje na Gorenjskem), stavbenik, zidarski mojster in gradbeni podjetnik, zgradil cerkev v Novi Štifti pri Gornjem Gradu
- Miha Dešman (1856, Gornji Grad –), arhitekt, predavatelj na Fakulteti za arhitekturo
- Janez Žmavc (1932, Gornji Grad –), gradbenik

## Pravo, politika in vojska
- Ivan Kacijanar (1491, Begunje – 1539, Hrvatska Kostajnica, pokopan v Gornjem Gradu), deželni glavar in vojaški častnik
- Karl Wenger (1850, Jareninski Dol  – 1924, Kremsmünster), pravnik
- Fran Mohorič (1866, Stročja vas  – 1928, Ljubljana), pravnik, pesnik in kulturni delavec
- Josip Zdolšek (1876, Ponikva – 1932, Vransko), pravnik
- Janko Sernec (1881, Celje – 1942, neznano), pravnik, sodnik in narodnoobrambni pisec
- Jakob Presečnik (1948, Lenart pri Gornjem Gradu –), politik in poslanec

## Planinstvo
- Fran Tominšek (1868, Bočna – 1943, Ljubljana), planinec in organizator planinstva
- Franc Tiller (1879, Brežice – 1952, Ljubljana), organizator planinstva in sodnik

## Šport
- Franček Gorazd Tiršek (1975, neznano –), strelec, para olimpijec, dobitnik treh srebrnih in ene bronaste para olimpijske medalje